# Consonante medial
Se llama consonante medial a la consonante que se encuentra en el interior de la palabra en oposición a las que ocupan el principio y el fin, en cuyo caso se llaman iniciales y finales respectivamente.
Con todo la acepción de medial se usa más concretamente para significar las consonantes que se hallan entre dos vocales, por ejemplo, d en vida, la m en ama, la r en quiere o la c en doce. Así pues, la consonante medial viene a ser sinónima de intervocálica.
Las consonantes intervocálicas son, por lo común, las que acusan una evolución más marcada a lo largo de la historia. Por ejemplo, la t intervocálica del latín, nos parece cambiada en d en castellano (seda, de setam, rueda de rotam) y en francés desaparece por completo (soie, rue)